# La ballerina e i suoi adoratori
La ballerina e i suoi adoratori o La ballerina ed i soliti adoratori (Chumps)  è un cortometraggio muto del 1912 diretto da George D. Baker. Prodotto dalla Vitagraph e distribuito dalla General Film Company, il film - interpretato da John Bunny e Marshall P. Wilder - uscì nelle sale il 16 gennaio 1912. Wallace Reid, oltre ad apparire nel cast, firma la sceneggiatura del film.

## Produzione
Il film fu prodotto dalla Vitagraph Company of America.

## Distribuzione
Distribuito dalla General Film Company, il film -  un cortometraggio di una bobina - uscì nelle sale cinematografiche statunitensi il 16 gennaio 1912.
In Italia, il film ottenne il visto di censura 5325 nel novembre 1914.